# Nosferattus aegis
Nosferattus aegis là một loài nhện trong họ Salticidae.
Loài này thuộc chi Nosferattus. Nosferattus aegis được Hipólito Ruiz López & Antonio D. Brescovit miêu tả năm 2005.